# پالکو دردای
پالکو دردای (انگلیسی: Palkó Dárdai؛ زادهٔ ۲۴ آوریل ۱۹۹۹) بازیکن فوتبال اهل مجارستان است.
وی همچنین در تیم‌های ملی فوتبال جوانان آلمان، جوانان آلمان، و زیر ۲۰ سال آلمان بازی کرده‌است.